# Mammoth Lakes
Mammoth Lakes est une municipalité située dans le comté de Mono, dans l'État de Californie. Son nom provient de la société Mammoth Mining Company qui exploita les ressources minières locales à partir du XIXe siècle. Au recensement de 2010, la ville avait une population de 8 234 habitants.
Selon le Bureau du recensement des États-Unis, la ville a une superficie totale de 64,2 km2, dont 1 km2 de plans d'eau.
La ville se trouve sur le bord de la Caldeira de Long Valley. La région environnante est géologiquement active, avec des dômes de rhyolite datant de moins de 1 000 ans et des sources chaudes.
La ville est entourée par les montagnes : à l'ouest, la Mammoth Mountain surplombe Mammoth Lakes alors qu'au sud la Sherwin Range domine le paysage.

## À noter
C'est dans cette région que fut retrouvée le 2 octobre 2008 l'épave de l'avion de Steve Fossett, le riche aventurier américain porté disparu le 3 septembre 2007.

## Démographie
| Groupe            | Mammoth Lakes | Californie | États-Unis |
| ----------------- | ------------- | ---------- | ---------- |
| Blancs            | 80,7          | 57,6       | 72,4       |
| Autres            | 14,0          | 17,0       | 6,2        |
| Métis             | 2,8           | 4,9        | 2,9        |
| Asiatiques        | 1,6           | 13,1       | 4,8        |
| Amérindiens       | 0,6           | 1,0        | 0,9        |
| Afro-Américains   | 0,4           | 6,2        | 12,6       |
| Océaniens         | 0,1           | 0,4        | 0,2        |
| Total             | 100           | 100        | 100        |
|                   |               |            |            |
| Latino-Américains | 33,7          | 37,6       | 16,7       |

| 1980  | 1990  | 2000  | 2010  | - | - |
| ----- | ----- | ----- | ----- | - | - |
| 3 929 | 4 785 | 7 093 | 8 234 | - | - |

Selon l'American Community Survey, pour la période 2011-2015, 69,11 % de la population âgée de plus de 5 ans déclare parler anglais à la maison, alors que 28,80 % déclare parler l'espagnol, 1,41 % le tagalog, 0,55 % le portugais et 0,13 % une autre langue.